# Cour de magistrats de l'Australie-Occidentale
La Cour des magistrats de l'Australie-Occidentale (Magistrates Court of Western Australia en anglais) est la cour de premier niveau en Australie-Occidentale en Australie. Elle a juridiction sur les affaires civils et criminelles ainsi que plusieurs affaires administratives. Elle existe depuis mai 2005 et a été créée par la fusion de trois cours : la Court of Petty Sessions of Western Australia, la Small Claims Tribunal of Western Australia et la Local Court of Western Australia. Elle est constituée en vertu de la Loi sur la Cour des magistrats (Magistrates Court Act en anglais) de 2004. Les magistrats de la cour sont nommés par le gouverneur d'Australie-Occidentale.

## Annexe